# Keisuke Kurokawa
Keisuke Kurokawa (黒川 圭介 Kurokawa Keisuke?, nacido el 13 de abril de 1997 en Akashi, Hyōgo) es un futbolista japonés que juega como defensa.
En 2019, Kurokawa se unió al Gamba Osaka de la J1 League.

## Trayectoria

### Clubes
| Club        | País  | Año    |
| ----------- | ----- | ------ |
| Gamba Osaka | Japón | 2019 - |

## Estadística de carrera

### J. League
| Club        | Año   | J. League | J. League | Copa J. League | Copa J. League | Total | Total |
| Club        | Año   | Part.     | Goles     | Part.          | Goles          | Part. | Goles |
| ----------- | ----- | --------- | --------- | -------------- | -------------- | ----- | ----- |
| Gamba Osaka | 2019  | 1         | 0         | 2              | 0              | 3     | 0     |
| Total       | Total | 1         | 0         | 2              | 0              | 3     | 0     |